# Carpinus caroliniana
Carpinus caroliniana é uma espécie de árvore que pertence à família das Betuláceas. É nativa da América do Norte, e pode ser encontrada também em alguns países da América Central, como Guatemala e Honduras.